# 愛知県道39号岡崎足助線
愛知県道39号岡崎足助線（あいちけんどう39ごう おかざきあすけせん）は、愛知県岡崎市から豊田市に至る主要地方道である。起点から岡崎市岩津町までは国道248号の旧道であり、井田町以南にはかつて名鉄岡崎市内線が敷かれていたこともある。

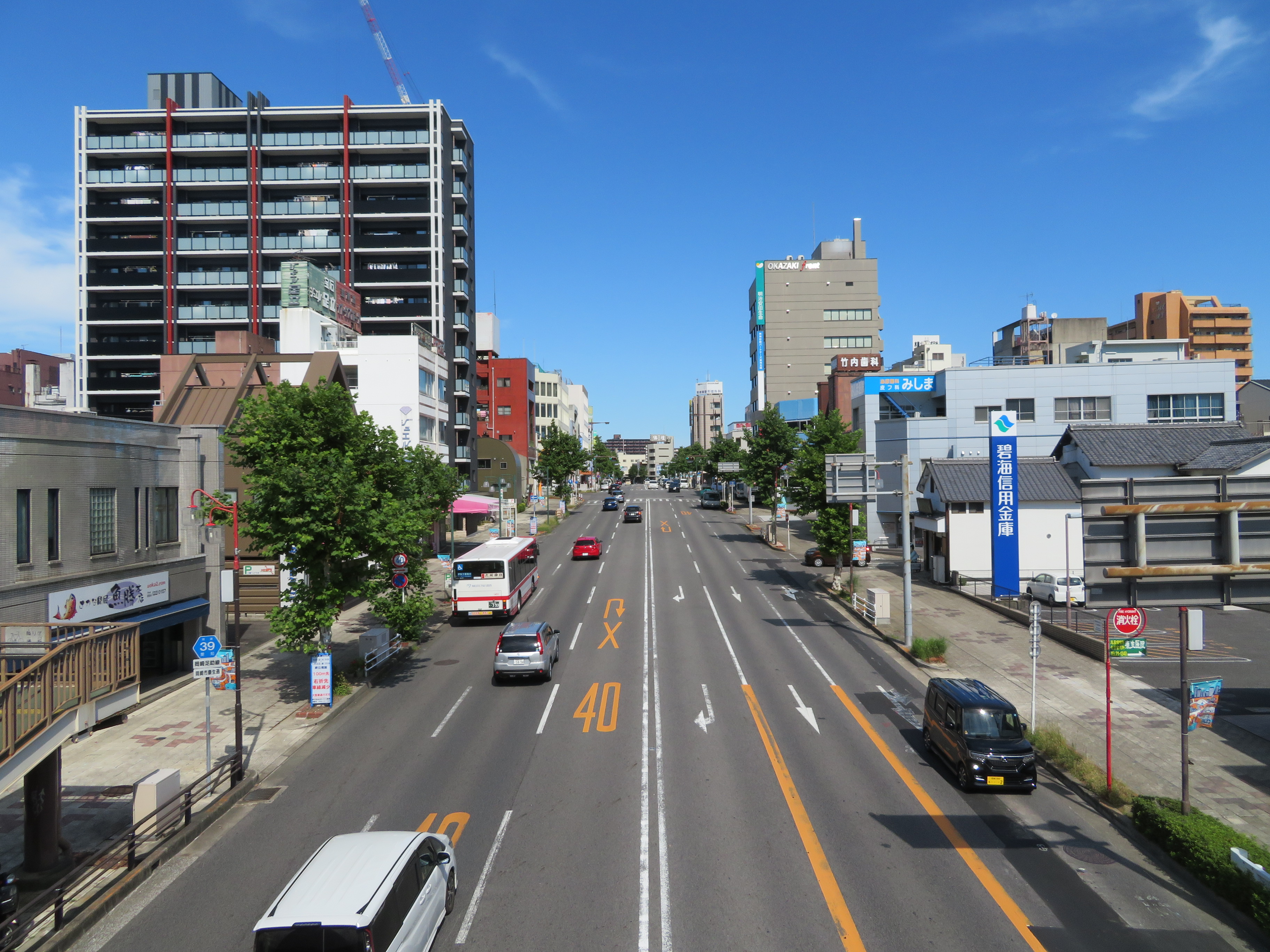
起点（岡崎市康生通南2丁目）

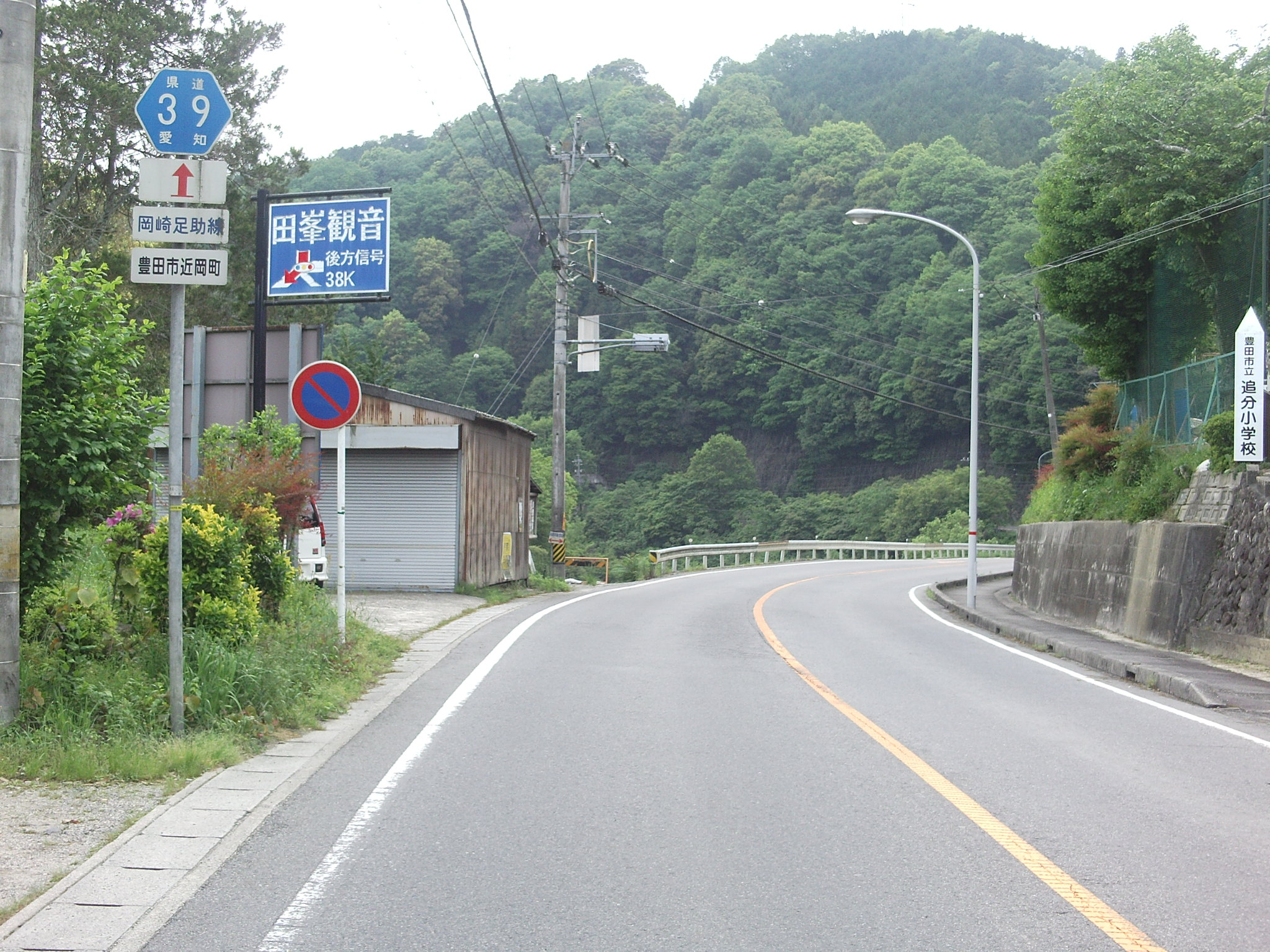
終点（豊田市近岡町）

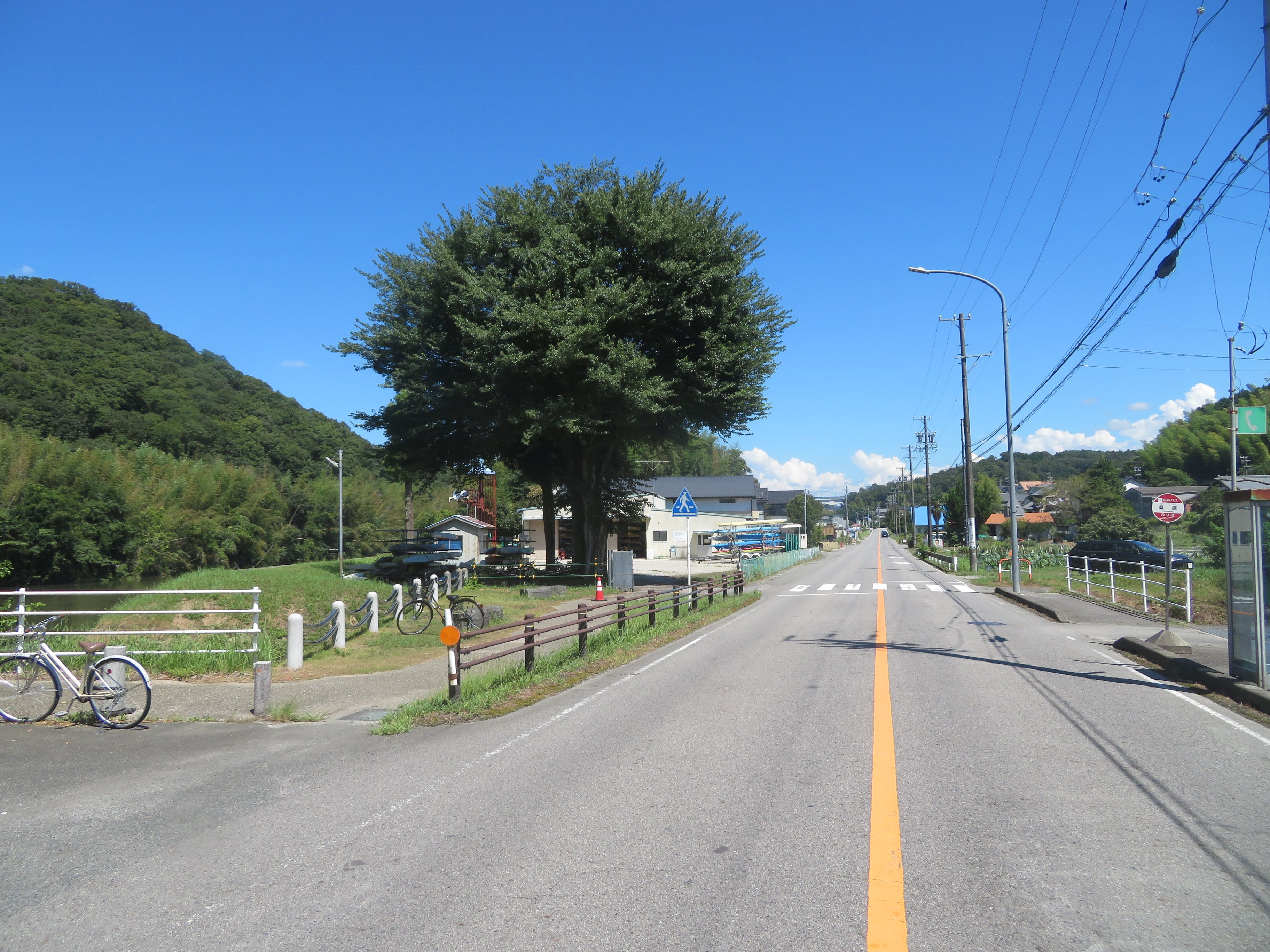
岡崎市桑原町

## 概要

### 路線データ
- 起点：愛知県岡崎市康生通南2丁目（国道1号交点・康生通南交差点）
- 終点：愛知県豊田市近岡町（国道153号交点・追分交差点）
- 総距離：23.6km

## 沿革
- 1954年1月20日：主要地方道第1次指定（県道岡崎足助線の一部）
- 1956年4月14日：認定
- 2023年3月19日：バイパス（岡崎市岩津町 - 細川町、1.0 km）が開通する[1]。

## 通過する自治体
- 愛知県
  - 岡崎市
  - 豊田市

## 接続する道路
- 国道1号（龍城通り）・愛知県道483号岡崎幸田線（電車通り）（康生通南交差点）
- 総門通り（市道康生通南1号線、康生通交差点のひとつ南の一方通行道路）
- 西康生通り・東康生通り（市道伝馬町線、康生通交差点）
- 連尺通り（市道康生通西4号線・連尺通1号線、本町通一丁目交差点）
- 八幡通り（市道岡崎郵便局北線、八幡町2号線、本町通三丁目交差点）
- 木まち通り・師範通り（市道岡崎環状線(2)、能見通一丁目南交差点）
- 伊賀浄水坂（市道能見舳越線・能見伊賀線、神明宮入口交差点）
- 伊賀川桜堤（市道伊賀川堤3・4・6・7号線、伊賀橋南交差点・伊賀橋北交差点）
- 平針街道（市道日名橋線、旧・県道56号：伊賀町交差点）
- 愛知県道26号岡崎環状線・愛知県道56号名古屋岡崎線（両線重複：竜北メーンロード）（鴨田町所屋敷交差点）
- 愛知県道335号南大須鴨田線（大沼街道）（鴨田町交差点）
- 愛知県道339号長沢東蔵前線（真福寺道）（東蔵前交差点）
- 国道248号（南於御所交差点 - 岩津於御所交差点で重複）
- 村積山自然緑道（市道北斗台1号線、北斗台口交差点）
- 愛知県道340号細川豊田線（岡崎市細川町長原：信号なし）
- 愛知県道338号花沢桑原線（大給の里道[2]）（桑原町門立交差点）
- 愛知県道341号加茂川志賀線（豊田市中垣内町辨天/中垣内町高瀬 - 中垣内町本屋敷交差点で重複）
- 愛知県道491号豊田環状線（中垣内町元屋敷交差点：暫定）
- 国道301号（挙母街道）（九久平町交差点 - 松平橋交差点で重複）
- 愛知県道343号則定豊田線（則定町地内）
- 愛知県道359号坂上田振線（田振町地内）
- 国道153号（飯田街道：国道420号重複）・愛知県道358号月原近岡線（追分交差点）

## 沿線・周辺
- 岡崎シビコ
- 三菱UFJ銀行岡崎支店
- 岡崎能見郵便局
- 能見不動尊（貞寿寺）
- 岡崎警察署伊賀交番
- 伊賀八幡宮
- 名鉄大樹寺バスターミナル（旧名鉄挙母線大樹寺駅）
- 大樹寺
- 岡崎警察署鴨田交番
- 岡崎鴨田郵便局
- 岡崎警察署岩津交番
- 岡崎市岩津学区市民ホーム
- 岩津天満宮
- 岡崎細川郵便局
- 奥殿陣屋
- 豊田市中消防署松平出張所
- 豊田市役所松平支所
- 松平郵便局
- 愛知県立松平高等学校
- 東海環状自動車道 豊田松平IC
- 豊田警察署王滝駐在所
- 王滝渓谷
- 盛岡郵便局

## 別名
- 本町通り（岡崎市）
- 能見通り（岡崎市）
- 井田坂通り（岡崎市）
- 青木橋通り（岡崎市）
- 足助街道（岡崎市、豊田市）